# Barkentine
En barkentine er i skibsterminologi betegnelsen for et fartøj med mindst tre master, hvoraf kun den forreste fører råsejl, mens de øvrige har gaffelsejl. Blev også omtalt som skonnertbarker.

## Historie
Barkentiner var almindelige fra omkring 1800 til begyndelsen af 1900-tallet. De kombinerede hurtigheden fra råsejlene med manøvredygtigheden fra gaffelsejlene. Da deres sejlføring krævede mindre mandskab end barkernes, overlevede de typisk i længere tid i konkurrencen med damp- og motorskibene.

## Skema over tremastede sejlskibe
| Tremastede rigninger | Fuldskib                                               | Bark                                               | Jackassbark                                                                                    | Barkentine                                        | Topsejlsskonnert (3 m.)                                     | Tremastet skonnert          |
| -------------------- | ------------------------------------------------------ | -------------------------------------------------- | ---------------------------------------------------------------------------------------------- | ------------------------------------------------- | ----------------------------------------------------------- | --------------------------- |
| Engelske betegnelser | Fully rigged ship                                      | Barque / bark                                      | Jackass bark / Jackass barque                                                                  | Barquentine / Schooner barque                     | Three-masted topsail schooner                               | Three-masted schooner       |
| Kendetegn            | - Tre master med råsejl - Et gaffelsejl på mesanmasten | - To master med råsejl - Gaffelsejl på mesanmasten | - Fokkemast med råsejl - Stormast med råsejl over bomsejl/gaffelsejl - Gaffelsejl på mesanmast | - Fokkemast med råsejl - To master med gaffelsejl | - Tre master med gaffelsejl - Topsejl på en eller to master | - Tre master med gaffelsejl |
| Rigningsplan         | sans_cadre                                             | sans_cadre                                         | sans_cadre                                                                                     | sans_cadre                                        | sans_cadre                                                  | sans_cadre                  |
| Eksempler            |                                                        |                                                    |                                                                                                |                                                   |                                                             |                             |

## Flere barkentiner
- Barkentinen Robert af Rønne, malet i 1854 af Jørgen Peter Olsen.
- Zelia var registreret i Colombia, og da det blev portrætteret af William Yorke i 1888 havde det dansk kaptajn, Christian N. Gram fra Nordby.